# Estriol

O estriol é um subproduto escasso do metabolismo da estrona. Durante a gravidez, a placenta é a principal fonte de estrógenos, e o estriol passa a ser produzido em miligramas, e não mais em microgramas. Por causa da participação do feto na formação do estriol, a dosagem desse hormônio pode ser um sensível indicador do bem-estar da placenta e/ou do feto. O estriol, portanto, torna-se mais importante na gravidez.